# Bad Cat
Pour plus de détails, voir Fiche technique et Distribution.
Bad Cat est un film d'animation turc réalisé par Mehmet Kurtuluş et Ayse Ünal et sorti en 2016.

## Synopsis
Le film suit Shero, un chat égoïste, violent, alcoolique, fumeur, antipathique, fou de sexe et vulgaire vivant seul avec son maître Tank, un homme colérique et vulgaire mais qui aime la musique classique. Les deux vivent à Istanbul.
Shero est aux toilettes avec Tank qui frappe à la porte, pressé d'uriner. Une fois sorti, Shero se rend au balcon pour rejoindre Riza, le rat qui n'aime pas qu'on lui dise qu'il en est un, et Rifki la mouette, deux amis de Shero. Ceux-ci envisageant de faire une fête pour le soir même, Shero ordonne à Riza et Rifki de voler une bouteille de gnôle pendant qu'il s'occupe du poisson.
Pendant que Shero fait la sieste avec Tank jouant de sa contrebasse, Black, un autre chat ami de Shero, l'appelle car celui-ci a trouvé une chatte siamoise que Shero accepte de rencontrer. En descendant, il renverse les bouteilles de gaz de Semi, l'épicier qui est au rez-de-chaussée, car celui-ci lui a coupé le crédit, avant de s'en aller, tandis qu'un chaton demande a Semi s'il connaît une certaine personne.
Alors que Shero et Black se rendent chez cette fameuse chatte siamoise avec des informations sur cette dernière, Riza et Rifki trouvent un « flacon prometteur » et décident de le voler mais ils échouent.
Shero et Black arrivent devant l'immeuble où se trouve la siamoise, qui se nomme « Princesse » et qui a comme propriétaire un jeune dessinateur nommée Cizer. Alors que celui-ci part, Shero et Black décident de s'infiltrer dans l'appartement de l'artiste par la fenêtre ouverte devant son bureau. Shero rencontre Princesse mais, effrayée, elle saute sur le ventilateur de plafond dont les hélices la propulsent soudainement dans tout l'appartement et elle finit malheureusement par se faire électrocuter par une lampe de bureau.
Se sentant coupables de ce meurtre accidentel, Shero et Black décident de se cacher car Cizer arrive et découvre son chat mort. Shero et Black essayent de s'enfuir par la cuisine en cassant une vitre, mais Cizer entend le bruit et se rend dans la cuisine avec une paire de ciseaux qu'il jette en plein dans le cœur de Black alors que celui ci essaye de s'expliquer avec lui. Shero, pris de colère, tabasse l'homme et le tue en le faisant chuter de l'immeuble par la fenêtre.
Shero rentre ensuite chez lui. Semi l'interpelle pour lui présenter quelqu'un. C'est un chaton nommé Taco, qui se présente comme étant le fils de Shero. Ce dernier le rejette, estimant que les chats n'ont pas de fils. Alors qu'il grimpe pour se rendre sur le balcon avec Riza et Rifki qui sont déjà arrivés, Shero se rend chez Tantine, la propriétaire de l'immeuble, pour lui voler discrètement du poisson pendant qu'elle est au téléphone avec son fils Salomon qui s'est désisté pour les fêtes de fin d'année. Alors que Shero fait demi-tour pour partir avec le poisson, il entend Tantine dire qu'il y a d'autres poissons et un gâteau dans le réfrigérateur. Shero tente de tout voler mais le gâteau tombe et le bruit alerte Tantine qui voit Shero s'en aller avec ses poissons.
Arrivé en haut avec les poissons, Shero se dispute avec Riza et Rifki car ils n'ont pas rapporté de gnôle et ils en ont assez que Shero les traite comme des esclaves. Énervé, Shero rentre chez lui pour trouver une bouteille, mais elles sont toutes vides et Tank met de l'eau dans les bouteilles vides, ce qui énerve encore plus Shero. Les deux se disputent alors. Après avoir claqué la porte, Shero fait tomber un trophée qui perce la contrebasse de Tank, mais l'altercation est interrompue par Tantine qui vient punir Shero et Tank en les menaçant de les faire jeter dehors dans les 24 heures car Tank n'a pas payé le loyer depuis plusieurs mois.
Dehors, Taco fait rire Riza et Rifki mais se fait à nouveau rejeter par Shero. Riza et Rifki sont déçus alors que Tank, énervé, arrive avec un marteau et des planches pour empêcher Shero d'entrer chez lui, afin qu'il ne puisse plus semer la pagaille dans sa vie. Taco, quant à lui, part ailleurs après ce nouveau rejet malgré les propositions de Semi.
Shero, mécontent de ce qui vient de lui arriver, voit une chatte angora turc se faire poursuivre par Adnan et Kopek, deux chiens de rue qui la menacent de coups. Shero arrive sur les lieux et drague la chatte qui se nomme « Mistinguette ». Adnan provoque Shero en le traitant de « bâtard », ce qui énerve Shero qui assomme les deux chiens. Peu après, Shero, qui est tombé amoureux de Mistinguette, obtient un rendez-vous amoureux pour le soir même.
Pendant ce temps, Cizer est accidentellement ramené à la vie à cause d'un défibrillateur trop puissant, devient comme « zombifié » et vole l'ambulance pour aller se venger de Shero. Taco, qui cherche de la nourriture dans les poubelles, aperçoit Adnan et Kopek et décide de les suivre. Cizer, avec l'ambulance volée, voit Taco qu'il confond avec Shero et tente de l'écraser mais échoue. Le croyant mort ou presque, il le cherche, toujours persuadé qu'il s'agit de Shero. Cizer s'allie ensuite avec Adnan et Kopek pour le retrouver. Le chaton Taco a suivi discrètement toute la scène.
La nuit tombée, Shero vient voir Semi pour lui demander un « genre conseil » pour un cadeau à offrir à Mistinguette. Mais au lieu d'une bouteille de vin ou de bière, Semi lui propose de lui offrir des fleurs. Shero va donc voler les fleurs de la boucherie d'en face qui sont plantées dans l'anus des porcs puis se rend sur le balcon de l'immeuble voisin pour rejoindre Mistinguette. Alors qu'il s'apprêtait à faire l'amour, Shero et Mistinguette sont assommés puis ligotés par Adnan et Kopek tandis que Cizer, après avoir tué Adnan en l'électrocutant avec les câbles électriques qu'il a arrachés du pylône, il menace de tuer les deux chats. Mais Taco arrive et libère son père et Mistinguette, qui envoie Cizer dans la benne à ordure.
Après ce conflit, Taco se défend en disant que sa mère et ex-compagne de Shero se nomme Mimosa, mais Shero lui ment en disant qu'il ne la jamais vue, est cependant étonné quand Taco lui dit qu'elle est morte. Taco part en pleurant, tandis que Mistinguette réprimande Shero pour son comportement.
Taco, après avoir entendu une fois de plus son père lui dire que les chats n'ont pas de fils, lui donne une gifle. Pourtant, après un échange de regards assassins et une claque de la part de Shero, les deux se réconcilient. Shero utilise Taco pour obtenir un dernier crédit à Semi, ce qui fonctionne.
Mais Cizer, qui s'est réveillé, vole le camion-poubelle aux éboueurs et kidnappe Taco. Shero part à sa poursuite et entraîne un livreur de pizzas dans sa course-poursuite pour aller plus vite. Shero sauve de justesse Taco avant qu'il tombe avec le camion poubelle dans le Bosphore. Sous l'eau, Shero noie Cizer avec une bouteille enfoncée dans la gorge. Pendant la course-poursuite, Mistinguette, qui est restée devant le balcon de Tank, se fait envoyer par Tantine qui vient avec des gendarmes, barricadée avec du barbelé sur le balcon pour que Shero n'y rentre plus.
Au bord du Bosphore, les policiers ont repêché le camion-poubelle et sortent le corps de Cizer de l'eau, mais la personne chargée de remonter le corps avec sa grue se trompe de côté et il envoie Cizer dans les câbles à haute tension, le réanimant sur le coup.
Riza et Rifki, qui ont traversé tout Istanbul pour trouver de la gnôle, trouvent enfin une bouteille dans un restaurant. Pendant que Riza vole la bouteille, Rifki discute avec Mergot, une vieille mouette amie de Rifki. Mais pris dans la discussion, il n'entend pas Riza siffler, signal utilisé pour qu'il vienne le chercher. Il est repéré par un serveur qui casse la bouteille et fait tomber Riza de la tour d'un coup de balai. Rifki le rattrape de justesse mais se fait frapper par Riza enragé d'avoir frôlé la mort à cause de lui.
De retour avec Shero, les trois se disputent à nouveau mais Shero ne veut pas en rajouter car il estime avoir eu assez d'embêtements pour la journée. Riza ne le croit pas mais se fait violemment prendre à partie par Shero après avoir raconté brièvement tout ce qu'il s'est passé. Calme et posé, Riza trouve une solution à tout et propose de cambrioler une banque. Pendant que Riza, Shero et Taco vont voler l'argent, Rifki guette en haut d'un lampadaire.
Mais la police est alertée par les caméras de sécurité et Cizer, qui s'est fait arrêter et se trouve dans une des voitures pour aller en prison, entend tout et étrangle les policiers, puis se rend à la banque avec la voiture.
Sorti après avoir cassé le double vitrage, il essaye de s'échapper et d'esquiver les balles des pistolets. Cizer, énervé et voulant que ce soit lui qui tue Shero et Taco, élimine les policiers et prend le pistolet tombé à terre d'un des policiers. Riza, qui sort de la bouche d'égout, tente de prendre une liasse de billets par terre. Il frôle de justesse une balle qui transperce la liasse de billets et s'évanouit à la suite. Rifki part à son secours mais se fait tirer sur son aile droite. Shero et Taco sont en haut d'un immeuble. Cizer arrive alors ; il se fait jeter par Shero sur la voiture en contrebas, mais il arrive à tirer une dernière balle en direction de Shero. Taco, pour protéger son père, se jette devant lui et prend la balle dans le cœur. Shero, triste et en colère, jette les sacs de billets, ce qui attire les passants qui se jettent pour en ramasser le plus possible malgré les cris des policiers.
Shero pleure son fils blessé qu'il pense être mort dans ses bras. Il retrouve Tank, qui découvre que Taco est encore en vie et décide d'aller le soigner chez eux car les cabinets vétérinaires sont tous fermés.
Shero et Tank arrive à extraire la balle de Taco et tente de le réanimer avec un massage cardiaque.
Riza et Rifki arrive chez Tank et Shero par les marches car incapable de voler, découvrant Taco blessé.
Shero réprimande Riza et réclame l'argent volé que Shero a jeté après l'incident, mais une dispute démarre entre Shero et Tank. Agacé, Rifki leur dit d'arrêter et jette sur la table une liasse de billets qu'il a pu voler. Tantine, arrivée dans la maison, prend tout l'argent sauf un billet, en raison du loyer impayé, les dégâts causés, le poisson volé, le stress causé, et pour rembourser le crédit à Semi.
Après que Taco est réveillé et soigné, ils organisent la fête attendue par Shero, mais qui ne participe pas car il est déçu de ne pas avoir eu d'argent.
Alors qu'ils passent tous un bon moment, Cizer a kidnappé Mistinguette et l'a ligotée à la palette avec les bouteilles de gaz que vend Semi, et suspendue avec un treuil électrique. Shero, en colère, se jette sur Cizer dans le but de le massacrer pour de bon. Il est rejoint par Tank, énervé que l'on agresse son chat. Cizer reçoit une série de coups violents de la part de Shero et Tank, désormais réconciliés et épaulés par leurs amis. Tank fini par jeter Cizer dans la benne à ordure avec les bouteilles de gaz. Shero fait ensuite exploser la benne à l'aide d'une cigarette allumée.
Une fois tout terminé, Shero fait la dernière chose qu'il voulait faire dans cette journée : l'amour avec Mistinguette.

## Personnages

### Les anti-héros
- Shero : L'antihéros principal du film : c'est un chat égoïste, violent, alcoolique, fumeur, antipathique, fou de sexe et vulgaire. Il cherche à semer la terreur à travers tout Istanbul aux côtés de Riza et Rifki. Il devient un anti-héros sympathique au fur et à mesure qu'il reconnaît le chaton Tako comme son fils.
- Tank : Le maître de Shero. C'est un homme agressif, abusif et misanthrope. Il se met facilement en colère, élève la voix contre les méfaits de Shero, va jusqu'à bloquer la chatière et le bannir de son appartement en barbelant la grille du balcon, ce qui fait de lui un très mauvais maître. Cependant, il nous montre qu'en dépit de sa longue liste de défauts, comme Shero, il devient un anti-héros sympathique en éprouvant de l'affection pour le chaton Tako.
- Hazel : Une grand-mère folle, méchante, autoritaire et agressive, qui déteste Shero pour avoir volé ses poissons dans son frigo. Comme tous les anti-héros du film, elle cherche des noises. Elle est aussi la responsable de la vie ruinée de Shero. Cependant, elle se montre douce et affectueuse envers Tako.
- Riza : Un rat, partenaire de Rifki. Il cherche à voler des bouteilles d'alcool pour le barbecue de Shero. Il participe aussi à un cambriolage de banque aux côtés de Shero et de Taco.
- Rifki : Une mouette, partenaire de Riza, qui cherche aussi à voler des bouteilles d'alcool pour le barbecue de Shero.
- Black : Un chat de gouttière gris et noir vivant dans les rues d'Istanbul, pervers et manipulateur. Il manipule Shero pour séduire la siamoise Princesse. Il meurt tué par Cizer par un coup de ciseaux ; il est aussi le responsable de la colère de Cizer contre Shero après avoir manipulé ce dernier au sujet de la mort de Princesse tuée par accident.

### Les gentils
- Semi : Un vieil épicier moustachu. Contrairement au colérique Tank et à la folle Hazel, il est amical, joyeux, calme et sympathique. Il n'aime pas beaucoup la violence.
- Tako : Un chaton adorable et mignon, avec des dents de lapin. Il est le fils de Shero. C'est une version angélique de Shero ; il est apprécié par les personnages gentils et anti-héros du film.
- Misstinguette : Une chatte angora turc à la robe blanche et aux yeux vairon bleu-vert, dont Shero est fou amoureux après avoir vaincu Adnan et Kopek. Elle est aussi comme une deuxième mère pour Tako.

### Les méchants
- Cizer : L'antagoniste principal du film. C'est un jeune dessinateur qui aime la chatte Princesse. Il tue le chat Black dans un accès de rage. Il est tué par le chat Shero qui l'a jeté par la fenêtre, mais il est ensuite ressuscité en zombie par les ambulanciers via un choc de défibrillateur. Il cherche à tuer Shero pour venger la mort de Princesse. Le personnage est basé sur Bülent Üstün (tr), le dessinateur turc créateur de la bande dessinée Kötu Kedi Şerafettin dont le film est l'adaptation au cinéma. Bien que son nom n'apparaisse jamais dans le film, il est mentionné comme « Cartooniste » (dessinateur).
- Adnan et Kopek : Deux chiens bâtards qui sèment la terreur dans les rues d'Istanbul ; ils pourchassent la chatte Misstinguette sans raison apparente, mais ils sont battus par Shero. Ils se battent aux côtés de Cizer pour tuer Shero. Adnan est un bulldog tandis que Kopek est représenté sous la forme d'une caricature de chien de dessin animé. Leurs noms ne sont pas mentionnés dans le film.

### Autres personnages
- Princesse : Une chatte siamoise appartenant à Cizer avant que Black manipule Shero pour la séduire ; elle meurt par accident en se faisant électrocuter par un lampadaire.
- Mertan : Une mouette, amie de Rifki.
- Mimosa : Une chatte qui est la mère décédée de Taco et l'épouse de Shero. Elle n'apparaît pas dans le film mais elle y est mentionnée.

## Fiche technique
Sauf indication contraire, les informations mentionnées dans cette section peuvent être confirmées par la base de données cinématographiques IMDb,  présente dans la section « Liens externes ».
- Titre : Bad Cat
- Titre original : Kötu Kedi Şerafettin
- Réalisation : Mehmet Kurtuluş et Ayse Ünal
- Scénario : Levent Kazak et Bülent Üstün
- Musique : Serkan Celikoz, Oguz Kaplangi et Sabri Tulug Tripan
- Montage : Aylin Tinel et Cigdem Yersel
- Photographie : Baris Ulus
- Animation : Alp Gursoy et Ahmet Tabak
- Producteur : Vehbi Berksoy et Mehmet Kurtuluş
  - Producteur exécutif : Michael Favelle, Ahu Gunaydin et Can Deniz Sahin
  - Coproducteur : Mehmet Budak, Baris Ulus et Erdil Yasaroglu
- Société de production : Anima Istanbul Studios
- Distributeur : Odin's Eye Entertainment
- Genre : Animation, comédie noire
- Pays d'origine :  Turquie
- Date de sortie :
  - Turquie : 5 février 2016
  - France : 17 juin 2016 (FIFA 2016)
  - Suisse : 1er juillet 2016 (Festival international du film fantastique de Neuchâtel 2016)
- DVD/Blu-Ray en France :
  - Bad Cat (Version française) sortie le 6 septembre 2017 en DVD[2] et Blu-Ray[3].

## Distribution

### Voix originales
Sauf indication contraire, les informations mentionnées dans cette section peuvent être confirmées par la base de données cinématographiques IMDb,  présente dans la section « Liens externes ».
- Cezmu Babski : Semi
- Ugur Yücel : Shero
- Ahmet Mümtaz : Tank
- Demet Evgar : Tako

### Voix françaises
- Frédéric Souterelle : Shero
- Adrien Solis : cartooniste
- Philippe Roullier : Tank
- Sophie Planet : Misstinguette et Hasene
- Patrick Pellegrin : Rifki
- Lucille Boudonnat : Tako
- Alan Aubert-Carlin : Black
- Jean Pierre Leblan : Riza
- Emmanuel Curtil : Les paprika

version française réalisée par Studios de Saint Maur.
Source : RS Doublage

## Procès
Après la première télévisée du film le 1er juillet 2017 en Turquie, le Conseil suprême de la radio et de la télévision a infligé une amende à la chaîne de télévision Kanal D pour avoir diffusé cette animation pour adultes, qui a un personnage de chat qui est fumeur et alcoolique.